# Жанакалинський сільський округ (Жангалинський район)
Жанака́линський сільський округ (каз. Жаңақала ауылдық округі, рос. Жанакалинский сельский округ) — адміністративна одиниця у складі Жангалинського району Західноказахстанської області Казахстану. Адміністративний центр та єдиний населений пункт — село Жангала.
Населення — 9325 осіб (2021; 7202 у 2009, 6250 у 1999, 4981 у 1989).
Станом на 1989 рік існувала Кийсиккамиська сільська рада (село Джангала).